# 钟庄街道
钟庄街道是中华人民共和国江苏省盐城市建湖县下辖的一个街道办事处。
2014年2月19日，江苏省人民政府批复同意撤销近湖镇，以原近湖镇的钟东、钟西等2个居委会区域和陈堡、桥东、杨庄、新东、南华、建新、新联、东北、范墩、马渡、钟南、双港、丁港、口河、刘岑、秉文、大王、新河、古桥等19个村委会区域，设立钟庄街道办事处，街道办事处驻创新大道6号。

## 行政区划
钟庄街道下辖以下村级行政区划单位：
钟东社区、钟西社区、陈堡村、新联村、东北村、范墩村、马渡村、钟南村、双港村、丁港村、口河村、刘岑村、秉文村、大王村、新河村、古桥村、桥东村、杨庄村、新东村、南华村和建新村。